# 672
672(육백칠십이)는 671보다 크고 673보다 작은 자연수다.

## 수학
- 합성수로, 그 약수는 총 24개다. (1, 2, 3, 4, 6, 7, 8, 12, 14, 16, 21, 24, 28, 32, 42, 48, 56, 84, 96, 112, 168, 224, 336, 672)
  - 672의 진약수의 합은 1344이므로, 672는 과잉수다.
- 12번째 십이각수다. 앞의 십이각수는 561, 다음은 793이다.

## 과학·기술
- NGC 672(영어판): 삼각형자리 방향에 있는 나선은하.
- 672 아스타르테(영어판): 소행성.
- 코스모스 672호(영어판): 소련의 인공위성.

## 교통
- 아우토반 672호선(영어판, 독일어판): 독일의 고속도로.

## 문화유산
- 대한민국의 보물 제672호: 김덕원묘 출토 의복 일괄

## 작품
- 〈672〉: 더 드레스덴 돌스(영어판)의 정규 음반 《The Dresden Dolls(영어판)》의 수록곡. (2003년 9월 26일 출시)

## 기타
- 연도: 672년, 기원전 672년